# Renate Barken

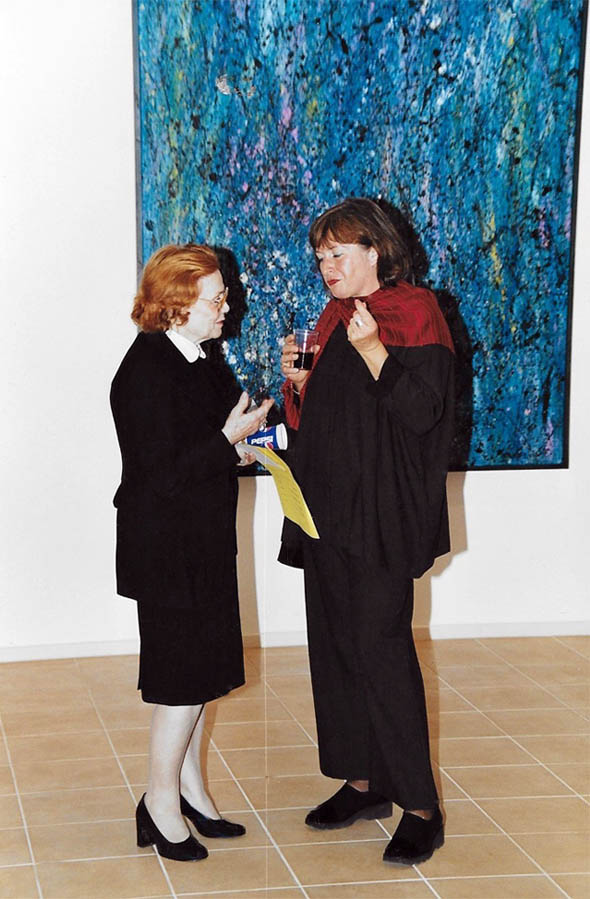
(li.) Ingeborg Martay (Renate Barken) und Besucherin. Vernissage der Künstlerin Rengha Rodewill (2000)

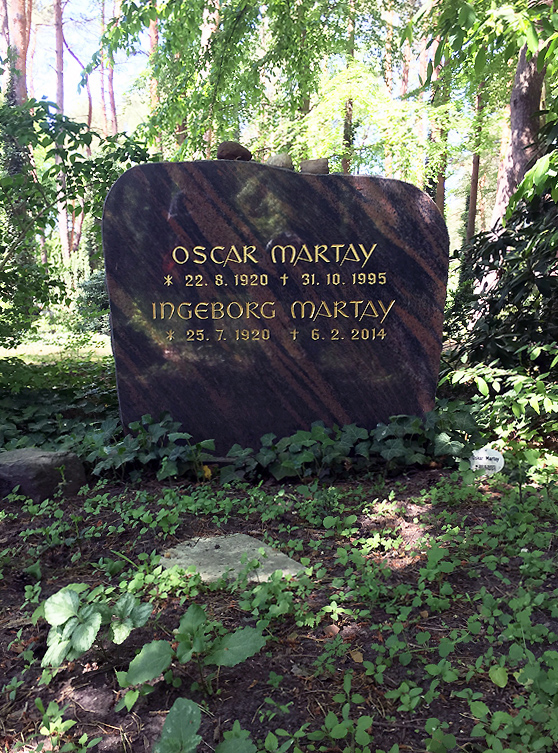
Grabstätte Oscar und Ingeborg Martay (2018)

Renate Barken (* 25. Juli 1920 in Potsdam; † 6. Februar 2014 in Berlin) als Ilse Ingeborg Ferfert verh. Ingeborg Martay war eine deutsche Schauspielerin, Regisseurin, Synchronsprecherin und Filmproduzentin.

## Leben
Seit den 1940er Jahren trat Barken als Schauspielerin in Filmproduktionen auf. Sie spielte unter der Regie von Boleslaw Barlog in Der grüne Salon, neben Gustav Fröhlich in Stips und in Hans-Waldemar Bublitz’ Adaption von Jacques Devals Geliebter Schatten. 
Als Theaterschauspielerin trat Barken beispielsweise am 16. Februar 1952 neben Gisela Trowe und Klaus Kinski in der deutschen Uraufführung von Julien Luchaires Die Zwanzigjährigen im Hebbeltheater in Berlin auf.
Daneben arbeitete sie als Regisseurin und realisierte gemeinsam mit dem Kameramann Ernst Wilhelm Fiedler den Dokumentarfilm Großstadtsonntag (1958). 1961 schrieb sie das Drehbuch für Herbert Ballmanns Dokumentarfilm Deutschland ohne Feigenblatt.
Außerdem arbeitete Barken umfangreich in der Synchronisation und in Hörspielproduktionen und lieh ihre Stimme beispielsweise Margaret Sheridan in Das Ding aus einer anderen Welt, Patricia Hitchcock in Der Fremde im Zug, Terry Moore in Panik um King Kong und Sonja Henie in Adoptiertes Glück.

## Privates
1955 heiratete Barken Oscar Martay, den Initiator der Internationalen Filmfestspiele Berlin Renate Barken war ihr Künstlername, sie hieß dann Ingeborg Martay. 1957 gründete sie die TV/Film- und Fernsehproduktionsfirma Zenit-Film Ingeborg Martay in Berlin (West). Oscar Martay war der Produktionsleiter. Sie haben zwei Söhne, Kenneth und Manuel. (* 1956 und * 1960). Kenneth arbeitet als Anästhesist im Digestive Health Center at UW Medical Center – Montlake, University Of Washington Seattle, USA. Manuel ist Dipl.-Sozialpädagoge und Fachberater für Opferhilfe in Berlin.

## Filmografie (Auswahl)
- 1944: Der grüne Salon
- 1950: Drei Mädchen spinnen
- 1951: Stips
- 1951: Johannes und die 13 Schönheitsköniginnen
- 1953: Geliebter Schatten
- 1956: Der Verräter

## Theater
- 1948: William Shakespeare: Maß für Maß (Julia) – Regie: Wolfgang Langhoff (Deutsches Theater Berlin – Kammerspiele)

## Hörspiele
- 1949: Berta Waterstradt: Meine Töchter – (Berliner Rundfunk)
- 1949: Werner Stewe: Der große Damm – Regie: Hanns Farenburg (Berliner Rundfunk)